# Georg Matthäus Vischer

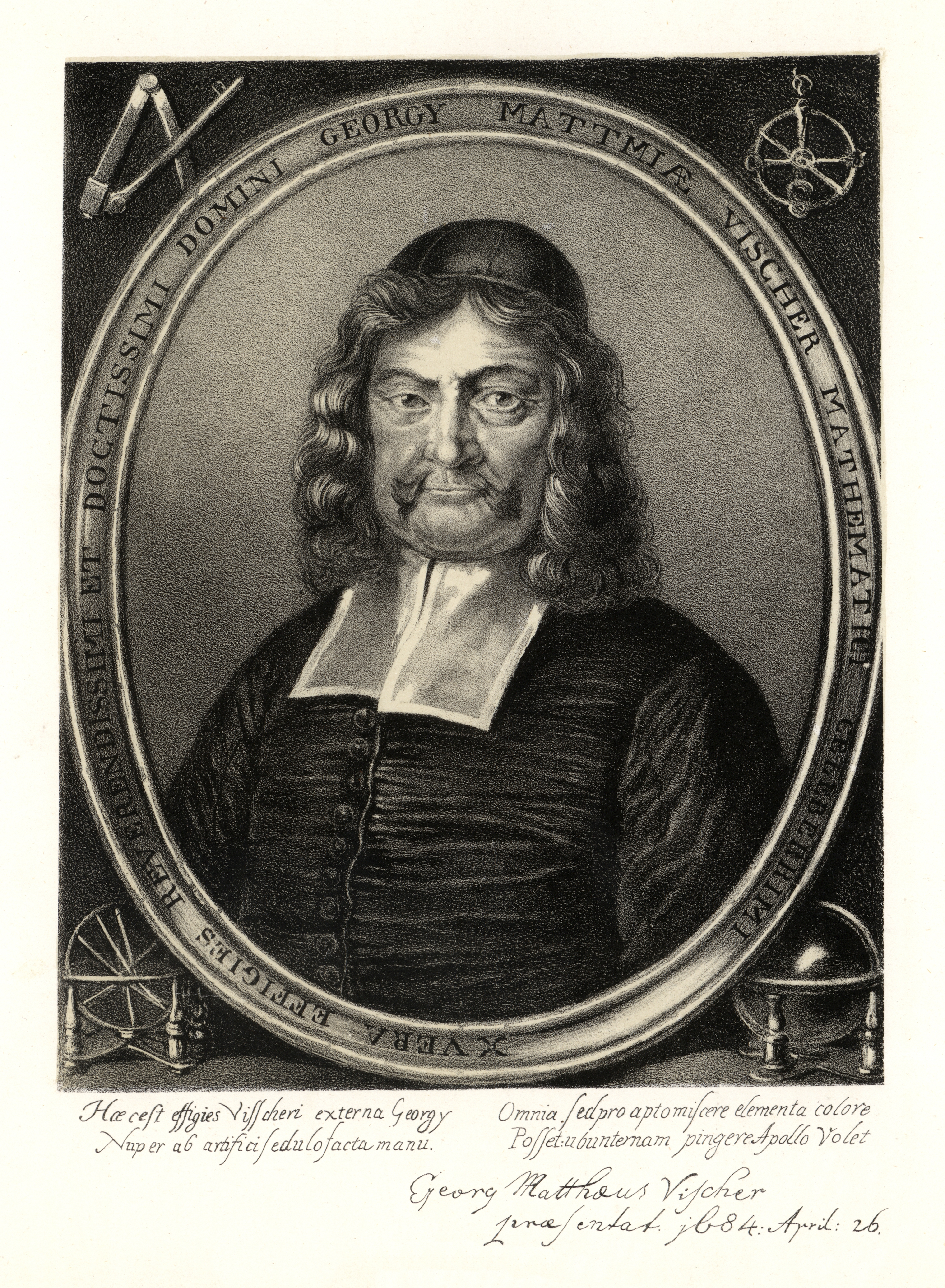
Georg Matthäus Vischer

Georg Matthäus Vischer (* 22. April 1628 in Wenns (Tirol); † 13. Dezember 1696 in Linz) war ein österreichischer Topograf, Kupferstecher und Geistlicher.
Trotz seines geistlichen Berufes waren die Geografie und die Vermessungskunst seine eigentliche Berufung. Im Auftrag der Stände erstellte Vischer Landkarten und zeichnete Städte, Burgen, Schlösser und Klöster im Raum Niederösterreich, Oberösterreich, Steiermark, Mähren und Ungarn. Oft sind diese Stiche die ältesten erhaltenen Abbildungen derselben. Er zählt zu den bedeutendsten Kartografen und Topografen Österreichs.

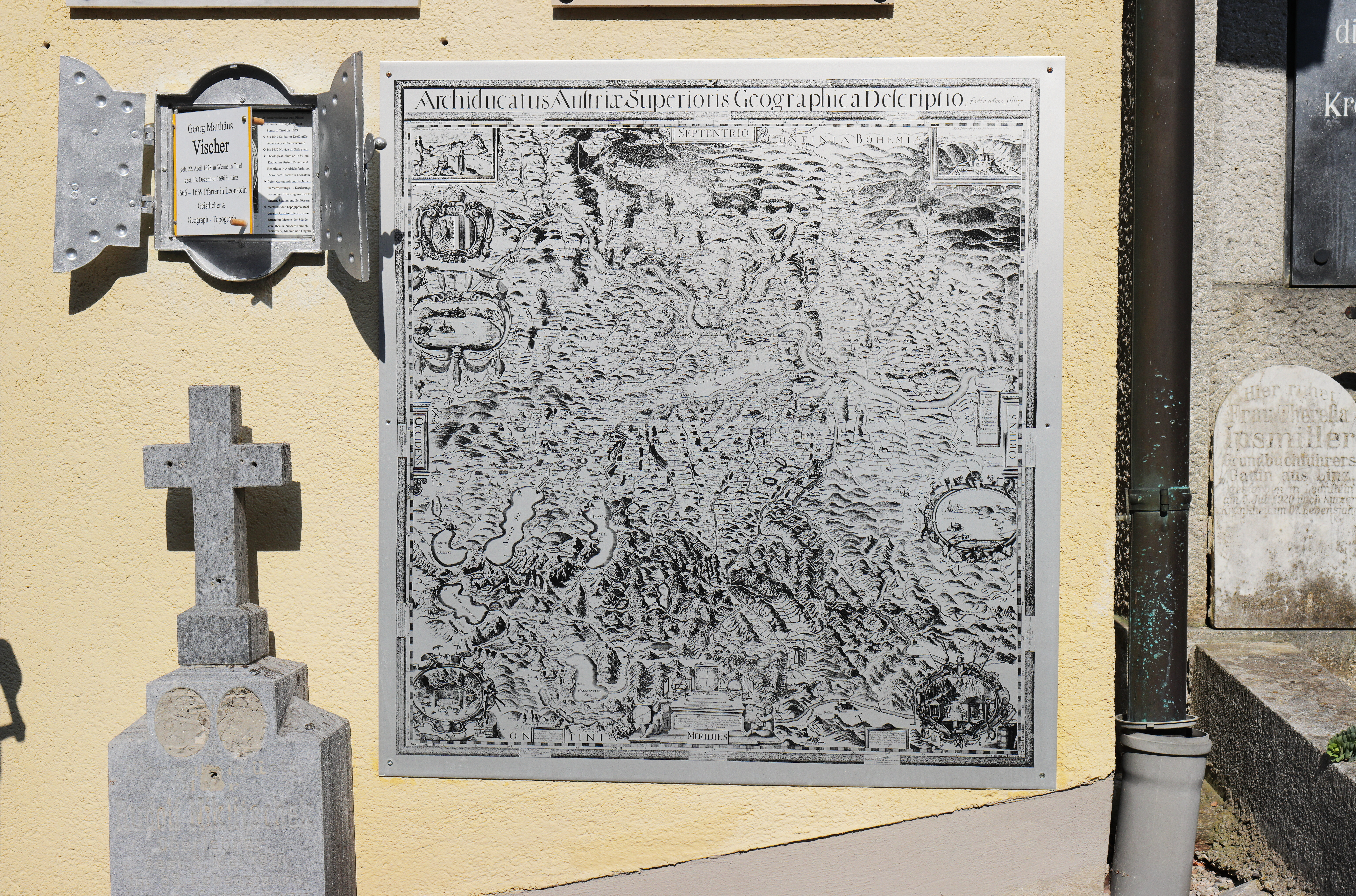
Vischer-Gedenkstätte an der Friedhofsmauer in Leonstein

## Leben
Vischer war bäuerlicher Abstammung, besuchte einige Jahre lang die Stamser Klosterschule, verließ sie jedoch aufgrund ungünstiger wirtschaftlicher Verhältnisse seiner Familie. Als 15-Jähriger war er Soldat in der Endphase des Dreißigjährigen Krieges, wo er unter General Johann Graf von Sporck im Schwäbischen diente.
1648 war er zurück in Stams. Nach dem abgebrochenen Noviziat begann für ihn ein unstetes, nicht lückenlos rekonstruierbares Leben. Jedenfalls wirkte er mehrere Jahre als Pfarrgeistlicher (in Leonstein bei Grünburg im Steyrtal und in Wien), meist jedoch als „freier“ Kartograf. Hinsichtlich des Erwerbs seines Fachwissens der Vermessungs- bzw. Kartierungskenntnisse fehlt jeder Hinweis. Er zeichnete bald in verschiedenen herrschaftlichen Diensten Landkarten, befestigte Orte und Schlösser. Auf seinem Fachgebiet setzte er neue Maßstäbe: Er verwendete die zu seiner Zeit modernsten Vermessungsgeräte und bereiste auch selbst das ganze Land. Sein Sachverstand bei Grenzziehungen und Grenzstreitigkeiten fand ungeteilte Anerkennung und seine Expertisen waren überaus geschätzt.

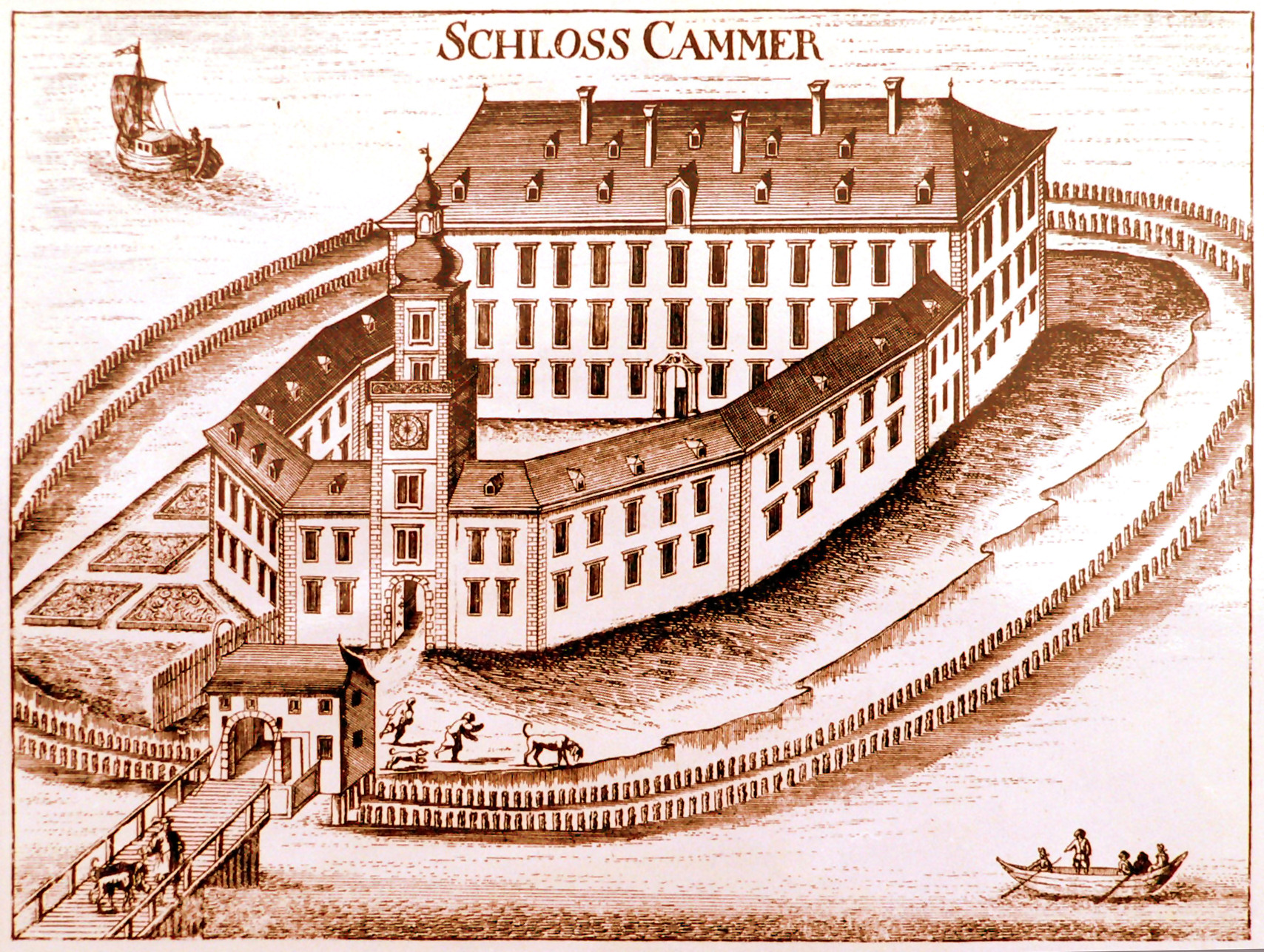
Vischer-Stich von Schloss Kammer am Attersee, 1672

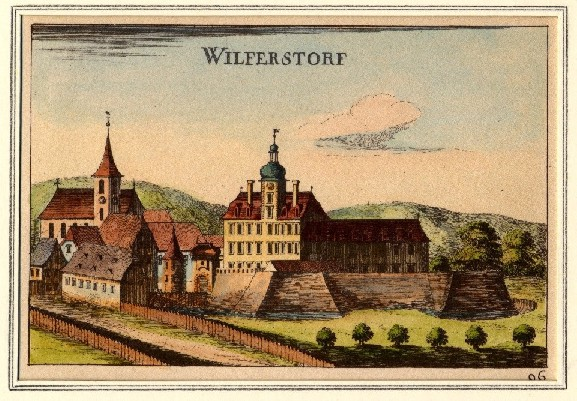
Kolorierter Stich von Schloss Wilfersdorf

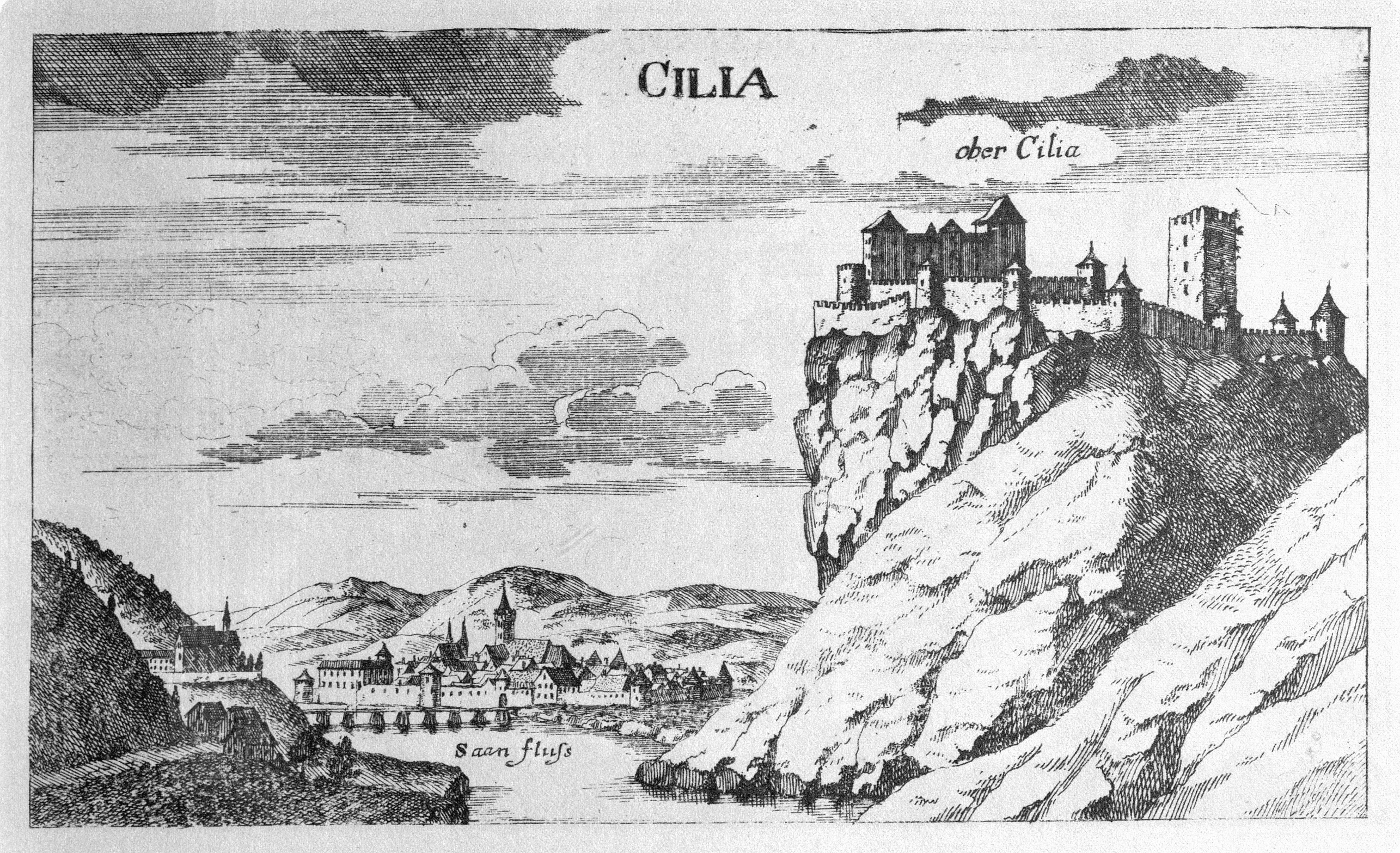
Celje, Topographia Ducatus Stiriae, Graz 1681

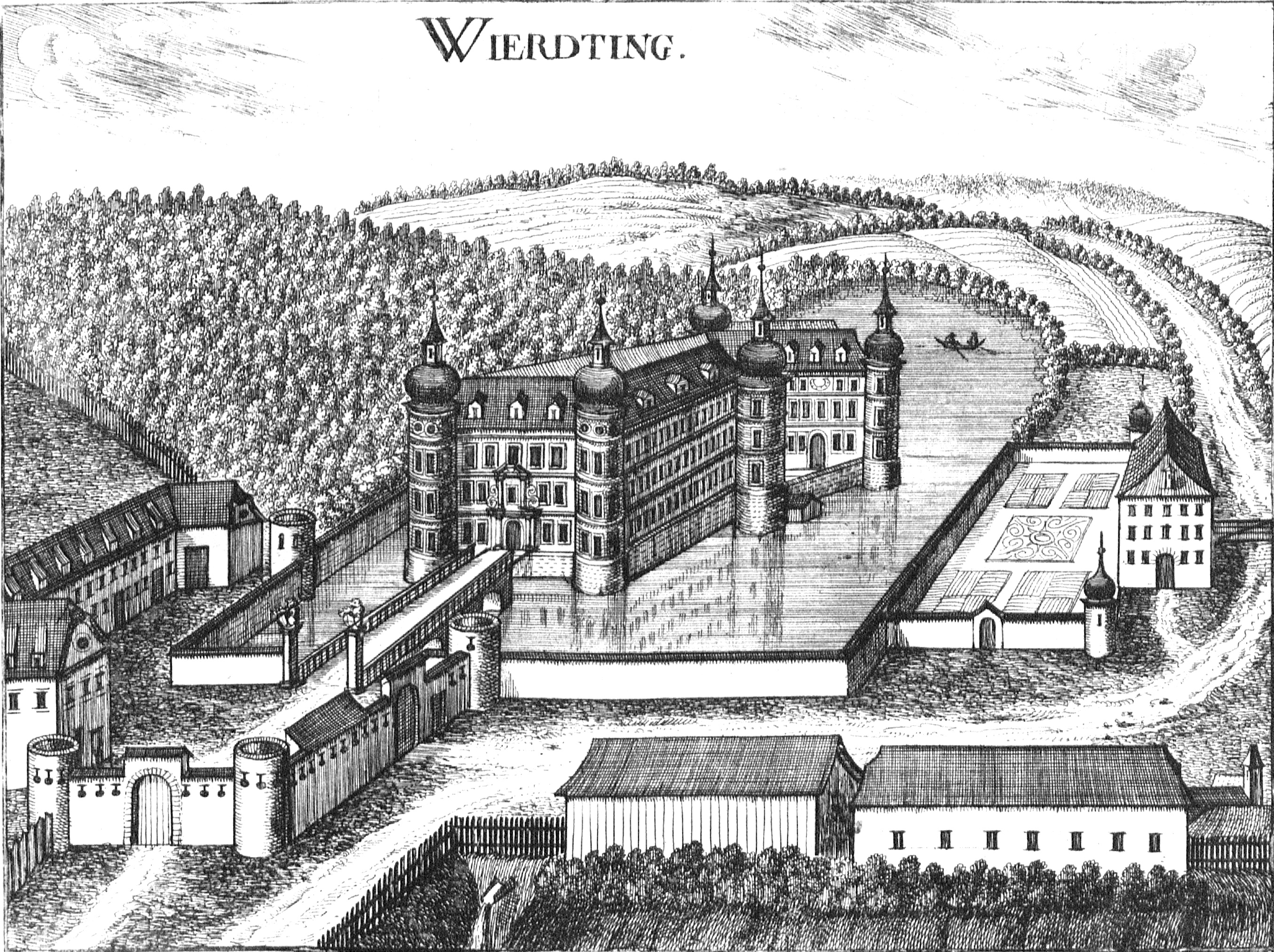
Schloss Würting, Topographia Austriae superioris modernae, 1674

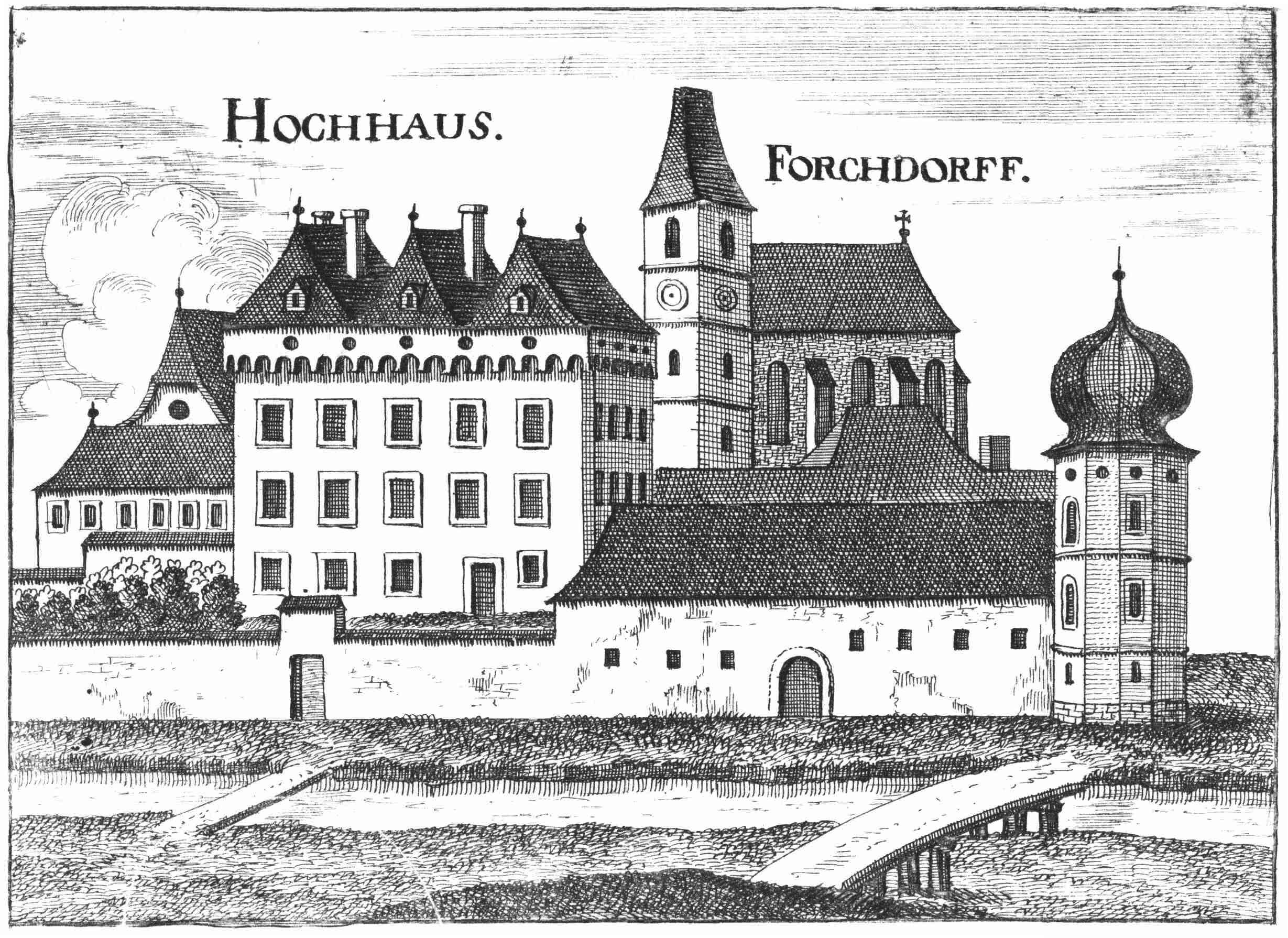
Stich vom Schloss Vorchdorf, 1674

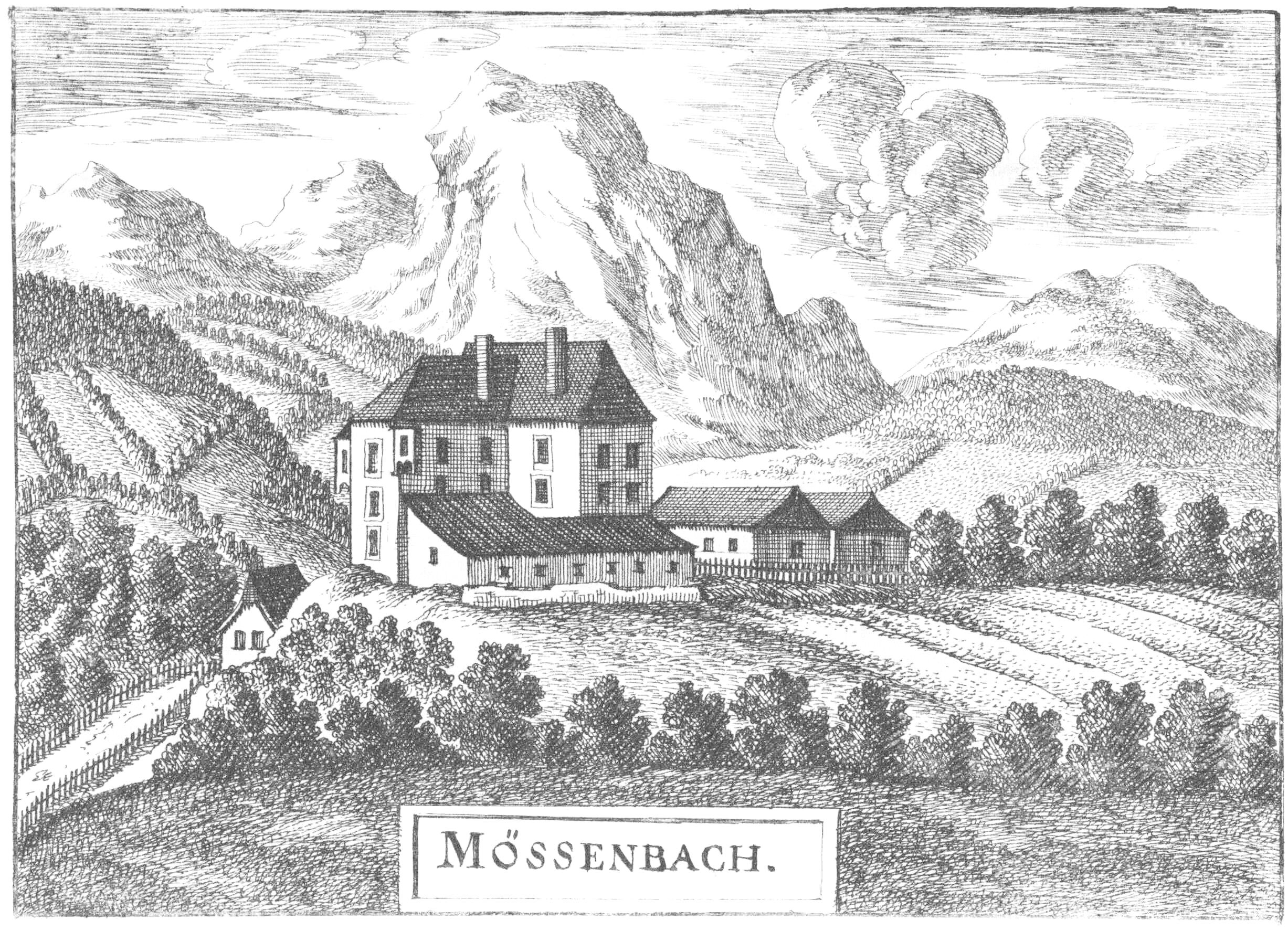
Stich vom Schloss Messenbach, 1674

Nachdem er 1667 von den oberösterreichischen Ständen den Auftrag für eine Landesaufnahme erhalten und erfolgreich abgeschlossen hatte, erhielt er am 12. April 1669 auch von den niederösterreichischen Ständen den Auftrag für eine Karte für ein Honorar von 3.600 Gulden, die bereits 1670, ebenfalls von Melchior Küsell gestochen, erschien.
Sein Atlas Topographia archiducatus Austriae Inferioris modernae 1672 war dem Erscheinungsjahr nach der erste. Die Aufnahmen der oberösterreichischen Orte in der Topographia Austriae superioris modernae (erschienen 1674) datieren früher, die Niederösterreich-Ansichten wurden wohl im recht kurzen Zeitraum von 1670/71 angefertigt.
Der Zweck der Topografie spricht laut Einleitung Menschen aus Politik, Militär, Wirtschaft ebenso an wie Reisende, die als konkrete Zielgruppen zum Kauf bewogen bzw. deren „praktische“ Interessen angesprochen werden sollten.
Das Werk ist so aufgebaut, dass nach der Einleitung die einzelnen niederösterreichischen Landesviertel, jeweils mit einer Viertelskarte als Beginn, in Form alphabetisch gereihter Doppelansichten (zwei pro Kupferplatte = ein Buchblatt) publiziert wurden. Es beginnt mit dem „Viertl unter Wienerwaldt“ (inklusive Wiens), setzt mit dem heute so genannten Mostviertel, danach dem Weinviertel fort und endet mit dem Waldviertel („Viertl ob Mannhartsberg“). Den Abschluss des Werks bildet ein Register, welches nicht nur zum Auffinden der jeweiligen Orte (=Ansichten) dient, sondern auch die Zuordnung zum „Viertel“ sowie die jeweilige Herrschaft ausweist.
Die Ortsansichten selbst nennen den jeweiligen Ortsnamen im Bild selbst, weisen aber keine Bildlegenden auf. Einige wenige Ansichten enthalten genauere Bezeichnungen meist baulicher Einzelheiten, die allerdings gleichfalls direkt ins Bild integriert sind. Die knapp über 500 Ansichten der Niederösterreich-Topographie dürften nahezu allesamt von Vischer selbst gezeichnet worden sein, über die Stecher und deren Anteil am Werk ist jedoch nahezu nichts bekannt.
Trotz seiner Erfolge kam Vischer in seinem letzten Lebensabschnitt zusehends in finanzielle Schwierigkeiten und musste noch in seinem Todesjahr seine Bücher, noch vorhandene „Kupfer“ (Druckplatten) und Instrumentarien verkaufen. Er starb völlig verarmt und seine Grabstätte ist unbekannt. Heute gedenkt man seiner Leistungen mit einem Schauraum in der Burgruine Kollmitz bei Raabs an der Thaya, Niederösterreich.
Der niederösterreichische Teil seines Werkes wurde unter dem Namen Georg Matthaeus Vischer, Topographia archiducatus Austriae Inferioris modernae 1672 von Anton Leopold Schuller 1976 in Graz als Faksimiledruck neu herausgegeben.

## Werke
- Archiducatus Austriae Superioris Descriptio facta Anno 1667. Augsburg 1669.[4]
- Archiducatus Austriae Inferioris Accuratissima Geographica Descriptio. Wien 1670.
- Topographia Austriae superioris modernae. Augsburg 1674 (univie.ac.at, landesbibliothek.at – Kupferstiche von zu Oberösterreich gehörenden Städten und Herrschaftssitzen).
- Archiducatus Austriae Inferioris Accuratissima Geographica Descriptio. Augsburg/Wien 1670 (online bei univie.ac.at).
Archiducatus Austriae Inferioris Geographica et Noviter Emendata Accuratissima Descriptio. 2. Auflage. Wien 1697.
- Topographia archiducatus Austriae Inferioris modernae 1672. Wien 1672 (Band 1 und Band 2 bei univie.ac.at).
- Topographia Ducatus Stiriae. Graz 1681.
- Abriss über die strittige Grenze zwischen Österreich und Mähren, die Herrschaften Drosendorf und Frain betreffend. Wien 1672–1676 (Werkdatensatz der GND und Eintragungen im Katalog der NÖ Landesbibliothek mit Abbildungen der Karten).
- Mappa über die strittige Grenze des Landes Österreich und Mähren, die Herrschaft Hagenberg und Kadolz in Österreich, Joslowitz aber in Mähren betreffend. Wien 1674–1676 (Werkdatensatz der GND und Eintragungen im Katalog der NÖ Landesbibliothek mit Abbildungen der Karten).